# Hurbóż
Hurbóż lub hurbusz – demon słowiański, duszący ludzi, rodzaj zmory, występujący w wierzeniach ludności z okolicy Sanoka i Krosna.
Był podobny do kota, dusił miękkimi łapami, czasami dokuczał koniom, plącząc im grzywy.